# Ethiosciapus latipes
Ethiosciapus latipes är en tvåvingeart som först beskrevs av Octave Parent 1929.  Ethiosciapus latipes ingår i släktet Ethiosciapus och familjen styltflugor.
Artens utbredningsområde är Madagaskar. Inga underarter finns listade i Catalogue of Life.